# Vanuatu na Letních olympijských hrách 1992
Vanuatu se účastnilo Letní olympiády 1992 ve španělské Barceloně. Zastupovalo ho 6 sportovců (4 muži a 2 ženy) v atletice. Byla to 2. účast této země na olympijských hrách. Vanuatu nevybojovalo žádnou medaili.

## Seznam všech zúčastněných sportovců
| Číslo | Jméno               | Pohlaví | Věk | Sport    |
| ----- | ------------------- | ------- | --- | -------- |
| 1     | Baptiste Firiam     | Muž     | 21  | Atletika |
| 2     | Andrea Garae        | Žena    | 19  | Atletika |
| 3     | Mary-Estelle Kapalu | Žena    | 25  | Atletika |
| 4     | Tawai Keiruan       | Muž     | 19  | Atletika |
| 5     | Ancel Nalau         | Muž     | 23  | Atletika |
| 6     | Fletcher Wamilee    | Muž     | 20  | Atletika |